# Durazzo (Adelsgeschlecht)

Familienwappen der Durazzo

Die Durazzo waren eine bedeutende Familie der Republik Genua zur Zeit der Renaissance und des Barock.

## Geschichte
Erstes nachgewiesenes Mitglied der Familie war ein Giorgio da Durazzo, der aus dem albanischen Durrës (italienisch Durazzo) geflohen war und in Genua 1389 registriert wurde. Die Hafenstadt Durazzo hatte seit 1271 (mit Unterbrechung von 1318 bis 1365) dem Königreich Neapel gehört. Im Oktober 1388 hatten die Osmanen, die bereits das Umland kontrollierten, einen neuen Angriff auf die Stadt unternommen, im Februar 1389 kam ein venezianisches Kontingent als Truppenhilfe in die umkämpfte Stadt. Giorgio wurde auf der Flucht in Messina von einem Genuesen versklavt und nach Genua gebracht.
Dort etablierte sich die Familie und kam bald durch Handel und die Seidenverarbeitung zu Reichtum. Nach vier Generationen wurde Giovanni Durazzo, der einige öffentliche Ämter ausübte, 1528 ins Patriziat der Republik Genua aufgenommen (in das sogenannte Albergo dei Nobili, die Vereinigung der führenden Familien). Sein Sohn Giacomo (1503–1579) wurde 1573 zum ersten von neun Genueser Dogen der Familie gewählt (die Dogen von Genua amtierten seit 1528 nur für jeweils zwei Jahre). Die Wahl Giacomos kam zustande, weil nach dem Tod des Machthabers Andrea Doria 1560 die rivalisierenden „alten“ und „neuen“ Patrizierfamilien eine alternierende Besetzung des Amts des Staatsoberhaupts vereinbart hatten und 1573 ein „neuer“ Kandidat an der Reihe war, mit dem aber die „alten“ Familien leben konnten; Giacomo Durazzo galt als gemäßigter Vertreter der „neuen“ Familien und wurde daher als Kompromisskandidat gewählt.

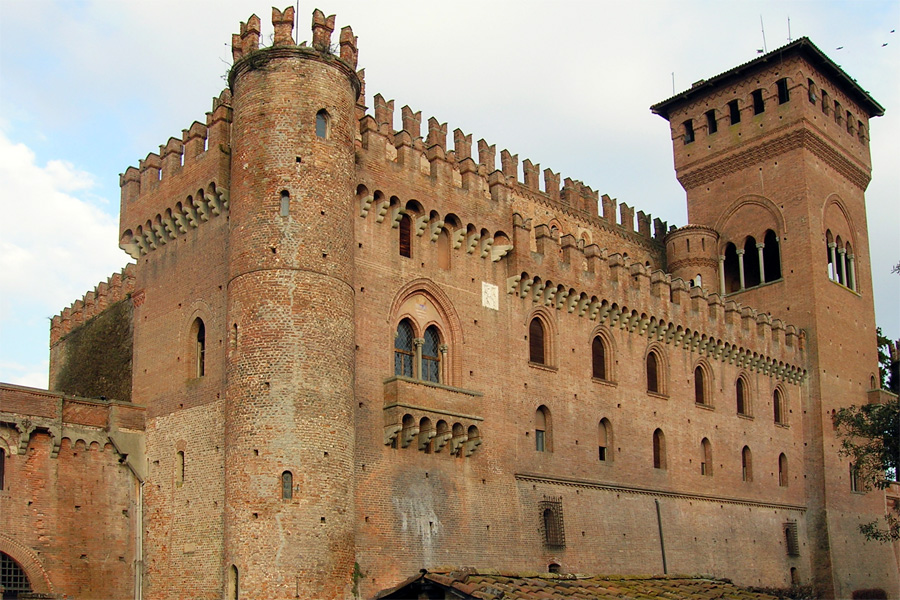
Die Burg von Gabiano

Die Familie pflegte besonders nahe Kontakte zum alten Genueser Patriziergeschlecht der Grimaldi und suchte ihre Bedeutung in zahlreichen Palast- und Villenbauten in und um Genua zu manifestieren. Bis ins 18. Jahrhundert stieg die Familie in den engsten Kreis der genuesischen Oligarchie auf. Agostino Durazzo erhielt 1622 von Herzog Ferdinando Gonzaga zur Begleichung von Schulden die Burg Gabiano überschrieben; er und seine Nachfahren führten fortan den Titel „Markgrafen von Gabiano“. Die Burg blieb bis ins 19. Jahrhundert im Besitz der Familie und gehört noch heute deren Erben, den Marchesi Cattaneo Adorno.
Von den zwecks Erhaltung des Familienvermögens für den Klerus bestimmten Mitgliedern wurden einige in ihrer Heimatstadt zu Bischöfen und zwei zu Kardinälen, Stefano Durazzo und Marcello Durazzo. Die Durazzo engagierten sich zur Imagepflege im sozialen Bereich und für die Künste, so stifteten sie ein Kolleg zur Ausbildung verarmter Adliger, legten eine umfangreiche Druckgraphik-Sammlung an und förderten das Theater.
Als Wohnsitz erwarben die Durazzo 1677 von der Familie Balbi deren Palazzo, den späteren Palazzo Reale und bauten ihn zu einem eindrucksvollen Ensemble mit Garten und Theater um; 1823 verkauften sie ihn an das königliche Haus Savoyen, das ihn zu seiner Residenz in Genua machte. Der Doge Cesare Durazzo erbaute 1664 den Palazzo Durazzo-Cattaneo Adorno in der Via del Campo der Genueser Altstadt; der Palast blieb bis ins 19. Jahrhundert in Familienbesitz und gehört heute noch den Erben aus der Familie Cattaneo Adorno. Als Sommersitz wurde 1678 die Villa Durazzo in Santa Margherita Ligure erbaut; 1821 kam sie an die gefürstete Genueser Patrizierfamilie Centurione und dient heute für Kulturveranstaltungen der Stadt. 1710 erwarben die Durazzo, ebenfalls von den Balbi, den Palazzo Durazzo Pallavicini in der Via Balbi in der Altstadt von Genua. Auch in Florenz erwarben die Durazzo im 19. Jahrhundert einen Palazzo in der Via de’ Servi 38.

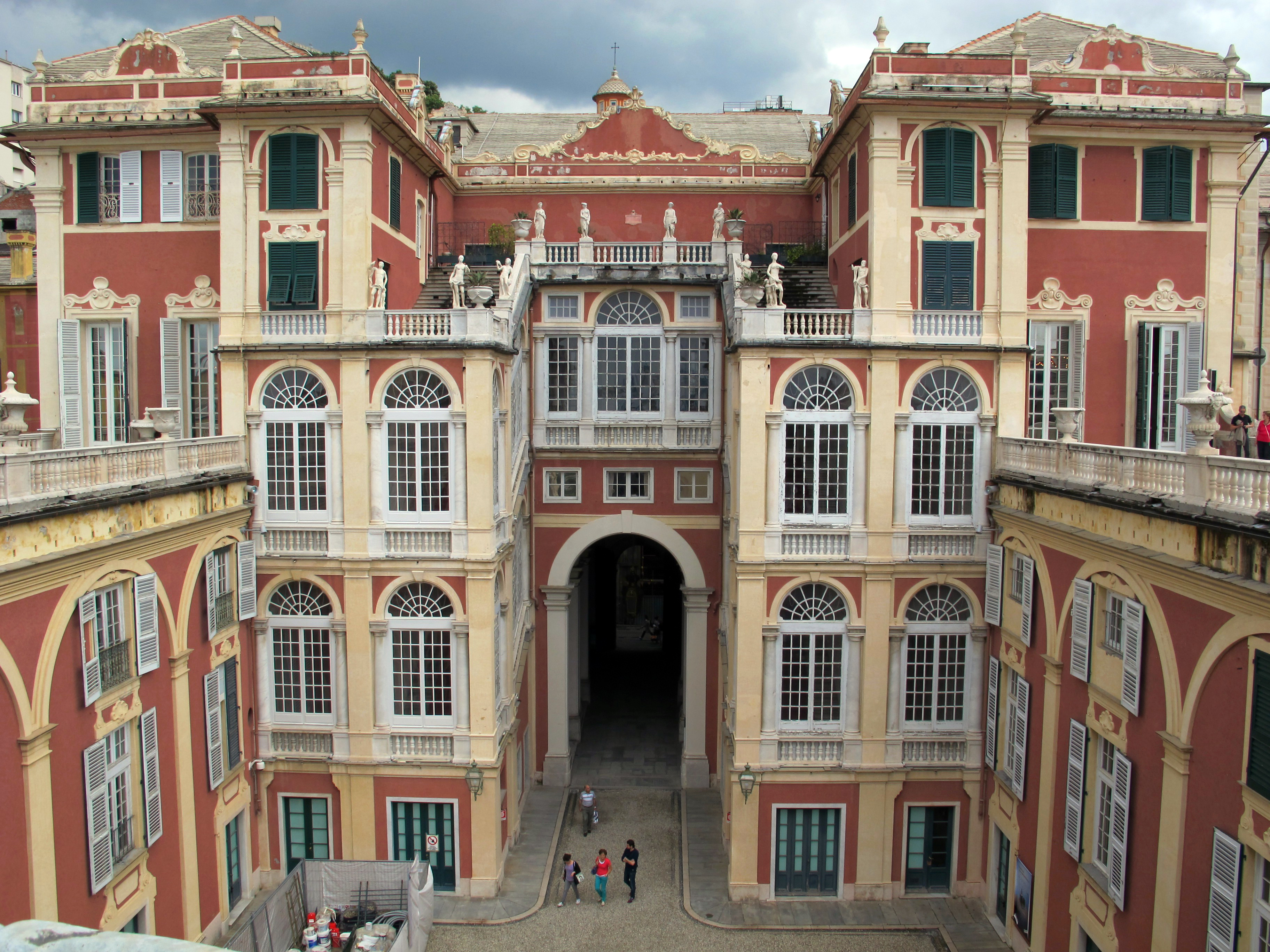
Palazzo Reale (Genua)
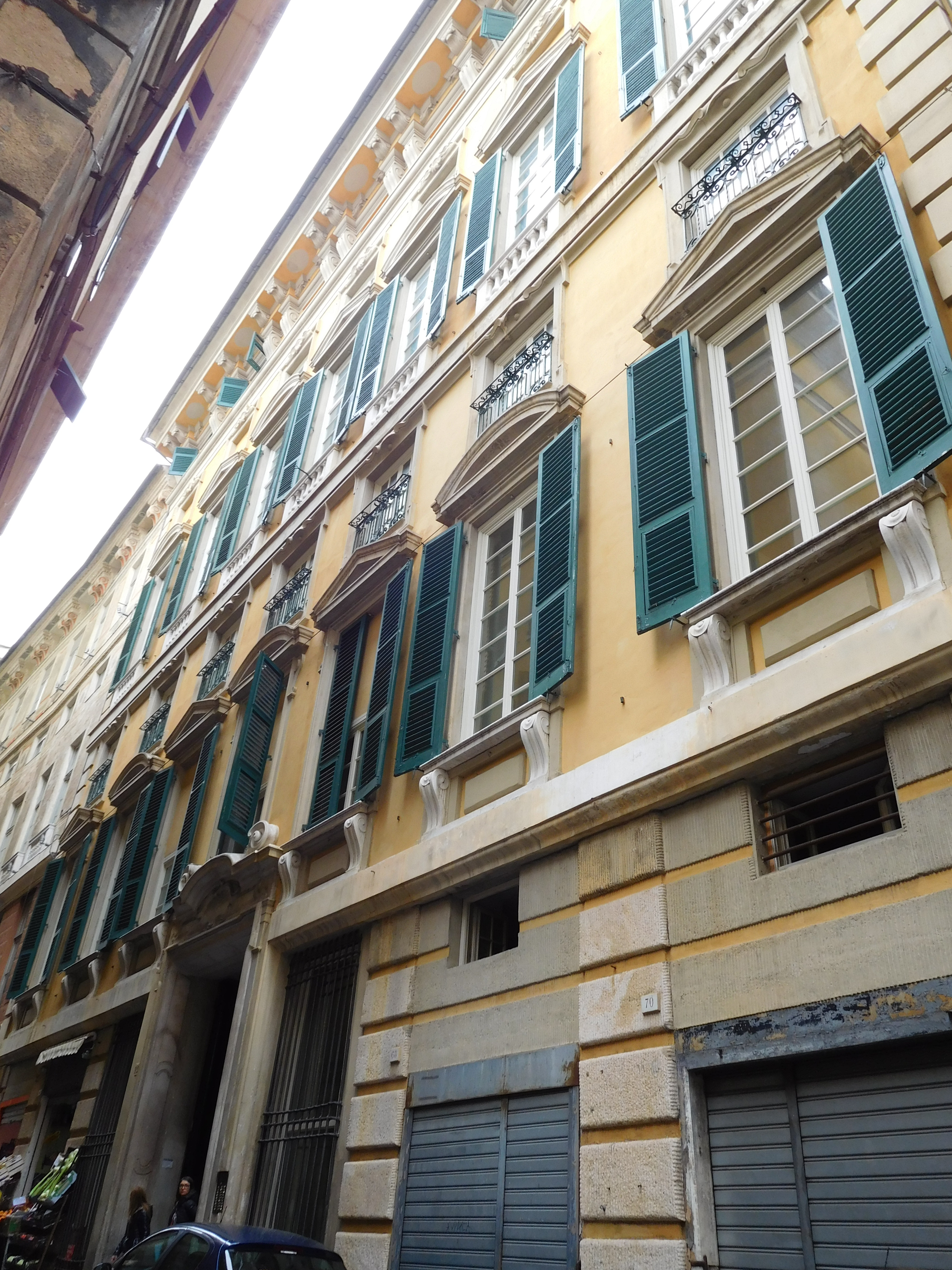
Palazzo Durazzo-Cattaneo Adorno
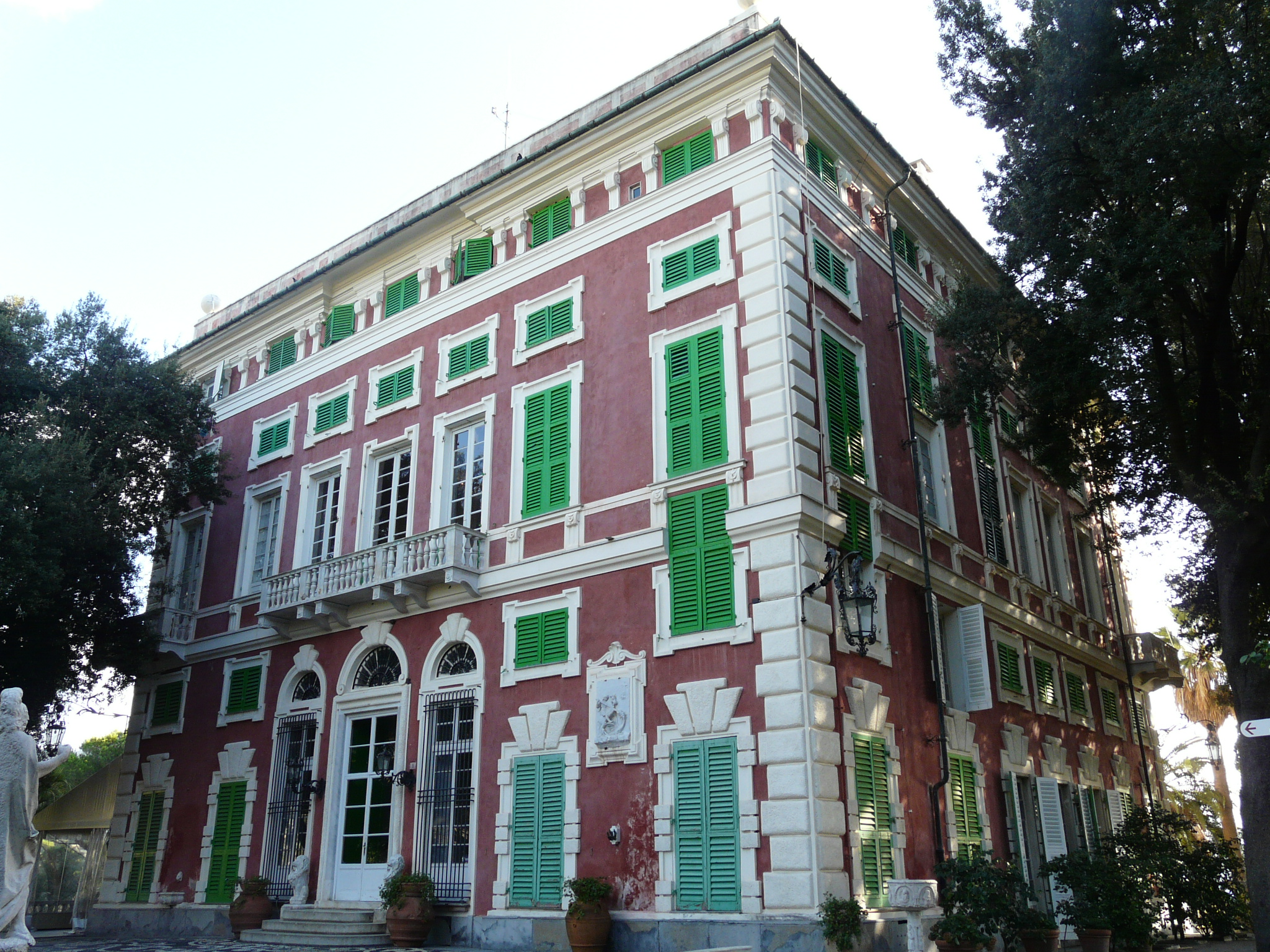
Villa Durazzo in Santa Margherita Ligure
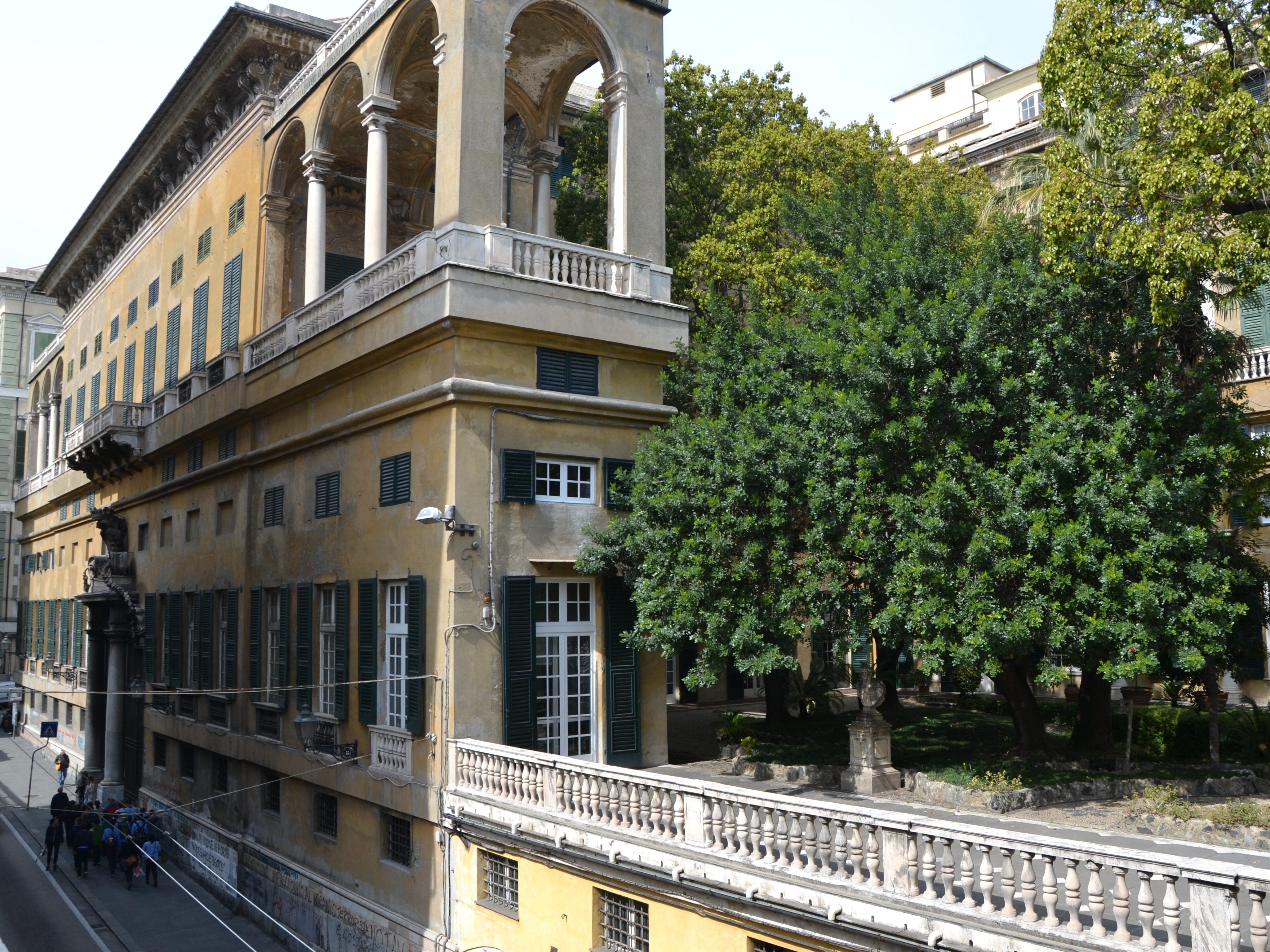
Palazzo Durazzo Pallavicini (Genua)

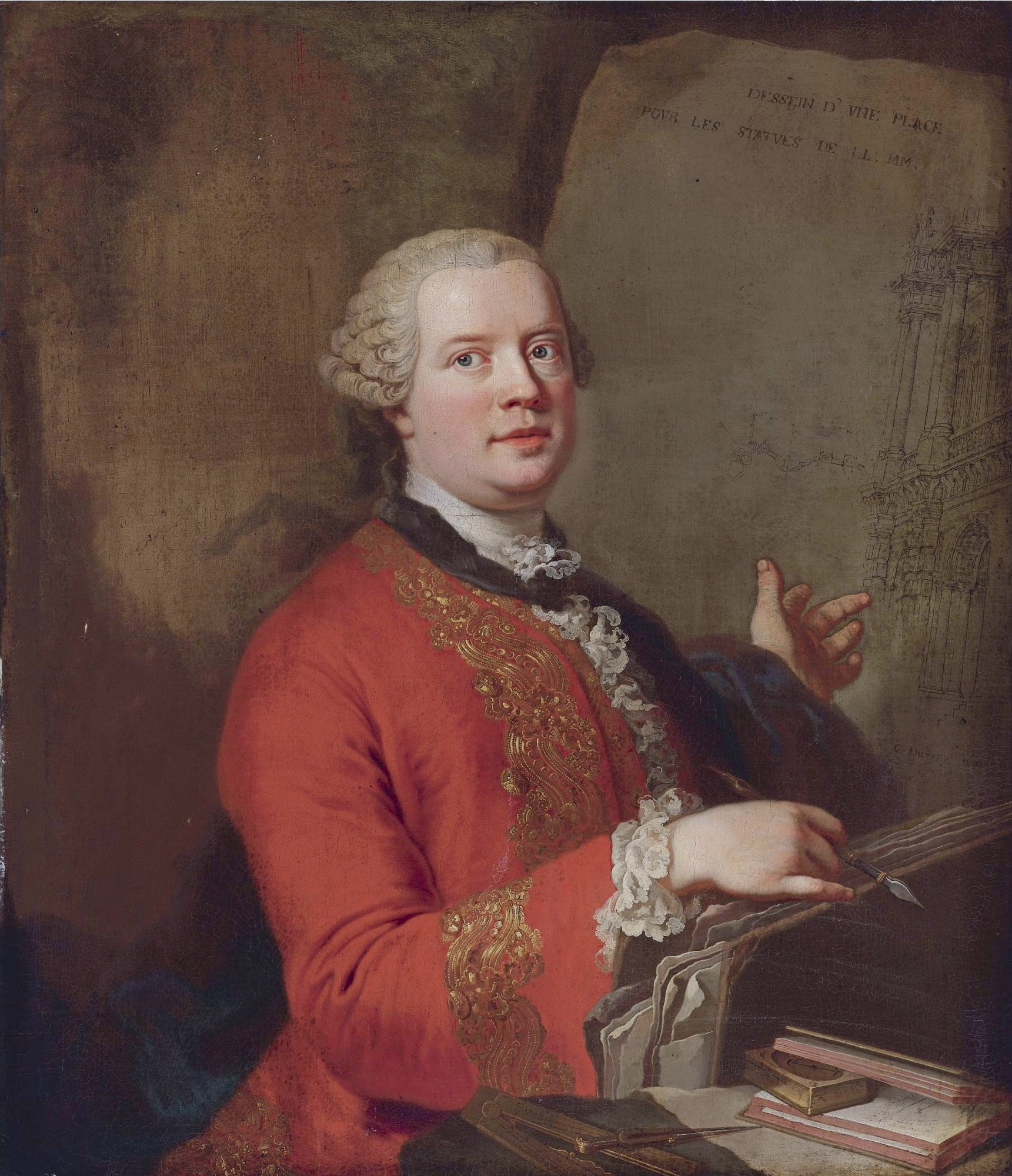
Graf Giacomo Durazzo (1717–1794)

Giacomo Durazzo (1717–1794), genuesischer Botschafter in Wien und später Generalintendant der Genueser Theater, ist als Förderer der Gluckschen Opernreform und des jungen Mozart in die Musikgeschichte eingegangen.
Die Linie der Marchesi di Gabiano starb mit Giacomo Filippo Durazzo III. (1729–1812) im Mannesstamm aus. Er trug eine große Bibliothek zusammen und gründete ein Naturkundemuseum. Seine Tochter Clelia Durazzo (1760–1837) schuf um 1794 auf ihrem etwa 10 km von Genua entfernten Landsitz, der Villa Durazzo-Pallavicini in Pegli, einen eklektischen englischen und botanischen Landschaftsgarten, der noch existiert (Giardino botanico Clelia Durazzo Grimaldi). Da sie und ihr Mann Giuseppe Grimaldi keine Kinder hatten, fielen die Villa in Pegli und die Burg Gabiano an ihren entfernten Neffen, den Senator Ignazio Alessandro Pallavicini, Conte di Montaldo und Marchese di Morbello (1800–1871). Dessen einzige Tochter Teresa heiratete Marcello Durazzo, den letzten Vertreter der Genueser Hauptlinie (auch bezeichnet als die „Durazzo del Palazzo reale“). Da sie kinderlos blieben, vererbten sie ihren Besitz an den Neffen Giacomo Filippo Pallavicini, der den Namen Durazzo Pallavicini annahm; als dieser 1921 ebenfalls kinderlos starb, stiftete seine Witwe Matilde, geb. Prinzessin Giustiniani, die Villa 1928 der Stadt Genua mit der Auflage, ein Museum einzurichten und den Landschaftsgarten zu erhalten. Die Villa enthält seither bis heute das Museum für Ligurische Archäologie. Die Burg von Gabiano vererbte sie ihrem Neffen, dem Marchese Giacomo Cattaneo Adorno, der sie heute besitzt.

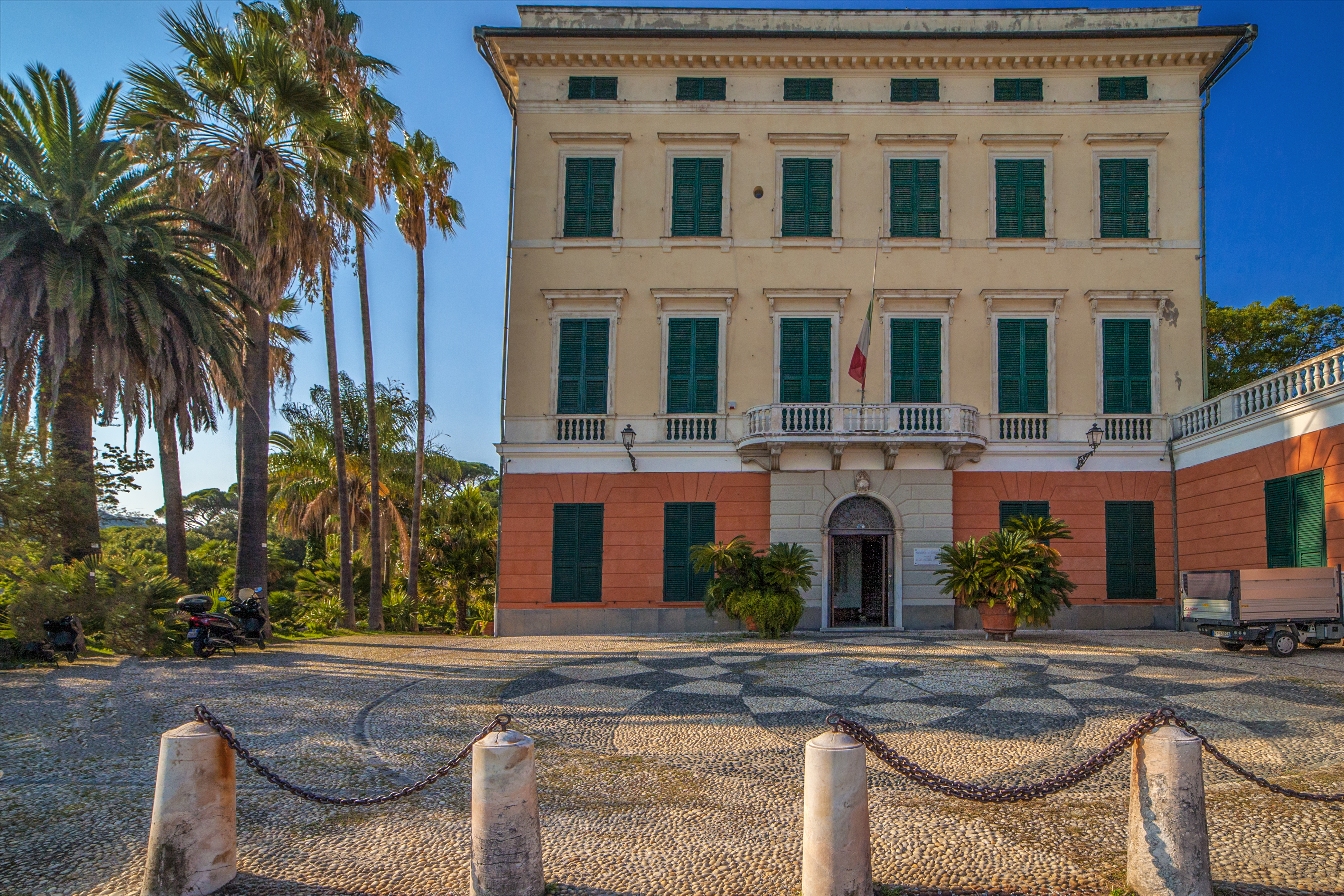
Villa Durazzo-Pallavicini in Pegli
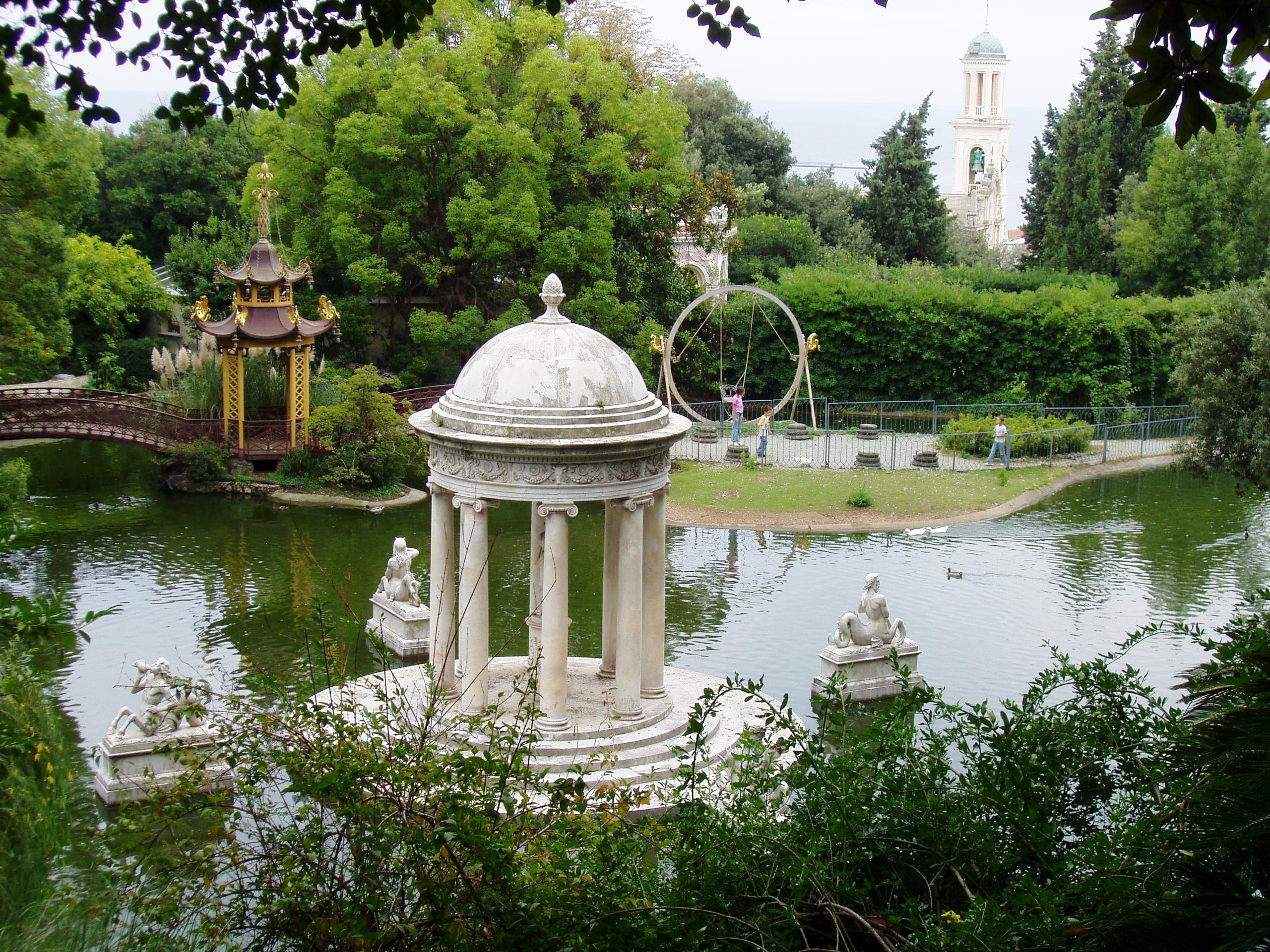
Dianatempel im Garten der Villa Durazzo-Pallavicini

## Dogen von Genua aus der Familie Durazzo
- Giacomo Grimaldi Durazzo (1573–1575)
- Pietro Durazzo (1619–1621)
- Giovanni Battista Durazzo (1639–1641)
- Cesare Durazzo (1665–1667)
- Pietro Durazzo (1685–1687)
- Vincenzo Durazzo (1709–1711)
- Stefano Durazzo (1734–1736)
- Marcello Durazzo (1767–1769)
- Girolamo Luigi Durazzo (1802–1805), erster und einziger Doge der Ligurischen Republik

## Wappen
Das Wappen der Durazzo zeigt drei silberne Querbalken in Rot, im Schildhaupt drei goldene Lilien auf blauem Grund.